# Campeonato Provincial de Clubes de Primera División 2024 (Córdoba)
El Campeonato Provincial de Clubes de Primera División 2024, "30º Aniversario Federación Cordobesa de Fútbol" es la quincuagésima edición del Campeonato Provincial de Clubes de Primera División, el torneo de clubes más importante de la provincia de Córdoba.
En el torneo, participarán 44 equipos de las ligas afiliadas a la Federación Cordobesa de Fútbol y otorgará 1 cupo para el Torneo Regional Federal Amateur.
Comenzó el 19 de enero.
El Club Matienzo Mutual, Social y Deportivo de Monte Buey se consagró campeón del campeonato por tercera vez en su historia, habiéndolo logrado anteriormente en 2003 y 2009.

## Formato
El formato y sorteo se dieron a conocer por la página oficial de la Federación Cordobesa de Fútbol.
Fase de grupos:
- Se confeccionaron 8 grupos de 4 equipos y 2 de 6 equipos, estos últimos siendo separados en 2 subzonas de 3 equipos, todos sorteados.
- Los primeros de cada grupo acceden a 8avos de final.
- Los mejores 8 terceros de las zonas acceden a pre-octavos.

Pre-octavos:
- Lo disputarán los 8 mejores segundos de todas las zonas.
- Se jugará por el sistema de eliminación directa, a un partido.
- El equipo mejor ubicado, será el que defina la serie de local.
- En caso de persistir la igualdad en el global, se definirá mediante tiros desde el punto penal.

Octavos de final:
- La disputarán los 12 equipos primeros de cada grupo y los 4 equipos ganadores de la fase anterior.
- Se jugará por el sistema de eliminación directa, a doble partido.
- El equipo mejor ubicado, será quién defina la serie de local.
- En caso de persistir la igualdad en el global, se definirá mediante tiros desde el punto penal.

Cuartos de final:
- Los disputarán los 8 equipos ganadores de la fase anterior.
- Se jugará por el sistema de eliminación directa, a doble partido.
- El equipo mejor ubicado, será quién defina la serie de local.
- En caso de persistir la igualdad en el global, se definirá mediante tiros desde el punto penal.

Semifinales:
- Las disputarán los 4 equipos ganadores de la fase anterior.
- Se jugará por el sistema de eliminación directa, a doble partido.
- El equipo mejor ubicado, será quién defina la serie de local.
- En caso de persistir la igualdad en el global, se definirá mediante tiros desde el punto penal.

Final:
- La disputarán los 2 equipos ganadores de la fase anterior.
- El equipo mejor ubicado, será quién defina la serie de local.
- En caso de persistir la igualdad en el global, se definirá mediante tiros desde el punto penal.
- El ganador será declarado campeón y clasificará al Torneo Regional Federal Amateur

## Equipos participantes
| Zona | Equipo                                                                   | Ciudad              | Estadio                                              | Liga de origen                        |
| ---- | ------------------------------------------------------------------------ | ------------------- | ---------------------------------------------------- | ------------------------------------- |
| 1    | Club Pabellon Argentino                                                  | Alejandro Roca      | Sin nombre                                           | Liga Regional de Fútbol de Canals     |
| 1    | Everton Club Moldes                                                      | Coronel Moldes      | Sin nombre                                           | Liga Regional de Fútbol de Río Cuarto |
| 1    | Sporting Club Nelson Tomás Page                                          | Huinca Renancó      | Tomás Chana                                          | Liga Regional de Fútbol General Roca  |
| 1    | Club Social y Deportivo Barrio Quirno                                    | Del Campillo        | La Fortaleza                                         | Liga Regional de Fútbol General Roca  |
| 2    | Club Deportivo Moto Kart                                                 | Jovita              | El Gigante                                           | Liga Regional de Fútbol General Roca  |
| 2    | Recreativo Estrellas Fútbol Club                                         | Jovita              | Pedro Picco                                          | Liga Regional de Fútbol General Roca  |
| 2    | Club Atlético Libertad                                                   | Canals              | Osvaldo ''Balero'' Quevedo                           | Liga Regional de Fútbol de Canals     |
| 2    | Centro Social Las Higueras                                               | Las Higueras        | Fernando Vettore                                     | Liga Regional de Fútbol de Río Cuarto |
| 3    | Club Matienzo Mutual Social y Deportivo                                  | Monte Buey          | Héctor Antonio Serra                                 | Liga Bellvillense de Fútbol           |
| 3    | Asociación Mutual Club Atlético Guatimozín                               | Guatimozín          | Sin nombre                                           | Liga Regional Fútbol del Sur          |
| 3    | Club Atlético Social Corralense Asociación Mutual                        | Corral de Bustos    | Oscar Alfredo Ruggeri                                | Liga Regional Fútbol del Sur          |
| 3    | Club Guillermo Renny                                                     | Wenceslao Escalante | Sin nombre                                           | Liga Regional de Fútbol Beccar Varela |
| 4A   | Asociación Española de Socorros Mutuos                                   | Villa María         | Plaza “Manuel Anselmo Ocampo”                        | Liga Villamariense de Fútbol          |
| 4A   | Club Atlético Canalense                                                  | Canals              | Miguel ''Pollo'' Andrade                             | Liga Regional de Fútbol de Canals     |
| 4A   | Club Atlético Argentino                                                  | Bell Ville          | Sin nombre                                           | Liga Bellvillense de Fútbol           |
| 4B   | Club Atlético y Biblioteca Central Argentino                             | La Carlota          | Ciudad de La Carlota                                 | Liga Regional de Fútbol de Canals     |
| 4B   | Asociación Española de Socorros Mutuos y Deportivo Jorge Roberto Ross    | La Carlota          | Del Puente                                           | Liga Regional de Fútbol de Canals     |
| 4B   | Asociación Civil Defensores de Boca Juniors Social, Cultural y Deportivo | Camilo Aldao        | Miguel A. Seri                                       | Liga Regional Fútbol del Sur          |
| 5    | Club Deportivo Independiente                                             | Río Tercero         | Claudio ''Piojo'' López                              | Liga Regional Riotercerense de Fútbol |
| 5    | Club Náutico Ingeniero Fitz Simon                                        | Embalse             | José Pepe Marquez, La Jaula                          | Liga Regional Riotercerense de Fútbol |
| 5    | Club Atlético y Biblioteca Newell's Old Boys                             | Laguna Larga        | Juan Enrique Verdichio                               | Liga Independiente de Fútbol          |
| 5    | Independiente Deportivo Social Club                                      | Oliva               | Rubén ''Tati'' Ciccarelli, ''La Nueve''              | Liga Independiente de Fútbol          |
| 6    | Club Deportivo y Cultural La Francia                                     | La Francia          | Sin nombre                                           | Liga Regional de Fútbol San Francisco |
| 6    | Club Social y Deportivo Crecer                                           | Monte Cristo        | Sin nombre                                           | Liga Regional Colón                   |
| 6    | Asociación Deportiva y Cultural Colazo                                   | Colazo              | Osvaldo ''Negro'' Richiero                           | Liga Independiente de Fútbol          |
| 6    | Club Atlético 9 de Julio                                                 | Las Junturas        | Mauro Massi                                          |                                       |
| 7A   | Club Atlético Calchín                                                    | Calchín             | Julián Álvarez                                       |                                       |
| 7A   | Asociación Deportiva El Arañado                                          | El Arañado          | Sin nombre                                           | Liga Regional de Fútbol San Francisco |
| 7A   | Sportivo Club Sacanta                                                    | Sacanta             | Sin nombre                                           | Liga Regional de Fútbol San Francisco |
| 7B   | Asociación Deportiva y Cultural Luque de Socorros Mutuos                 | Luque               | La Fortaleza de Luque                                | Liga Independiente de Fútbol          |
| 7B   | Club Atlético 9 de Julio Olímpico                                        | Freyre              | Bicentenario                                         | Liga Regional de Fútbol San Francisco |
| 7B   | Sociedad Sportiva Devoto                                                 | Devoto              | Centenario de Devoto                                 | Liga Regional de Fútbol San Francisco |
| 8    | Club Atlético y Biblioteca Villa del Rosario                             | Villa del Rosario   | Lizardo Ramallo                                      | Liga Independiente de Fútbol          |
| 8    | Asociación Juventud Católica                                             | Río Segundo         | La Lomita de Río Segundo                             | Liga Independiente de Fútbol          |
| 8    | Bochas Sport Club                                                        | Colonia Caroya      | Forin Roggio                                         | Liga Regional Colón                   |
| 8    | Alianza de Jesús María Aérea, Social y Deportiva                         | Jesús María         | Gilfredo Rossotti                                    | Liga Regional Colón                   |
| 9    | Club Social y Deportivo Leones                                           | Saldán              | Sin nombre Club Dep. San Nicolás                     | Liga Deportiva de Fútbol de Punilla   |
| 9    | Club Sportivo Unión Serrana Rummy                                        | La Calera           | Oscar Isidoro Castañare                              | Liga Deportiva de Fútbol de Punilla   |
| 9    | Club Sportivo Colonia Tirolesa                                           | Colonia Tirolesa    | Sin nombre                                           | Liga Regional Colón                   |
| 9    | Club Social y Deportivo Quirquinchos Verdes                              | Río Ceballos        | Campo de Deportes de Río Ceballos, ''Jorge Newbery'' | Liga Regional Colón                   |
| 10   | San Brochero Fútbol Club                                                 | Villa Dolores       | Sin nombre                                           | Liga Dolorense de Fútbol              |
| 10   | Club Social y Deportivo Comercio                                         | Villa Dolores       | Sin nombre                                           | Liga Dolorense de Fútbol              |
| 10   | Club Atlético Defensores del Oeste                                       | Villa Dolores       | La Boutique de Villa Dolores                         | Liga Dolorense de Fútbol              |
| 10   | Club Social y Deportivo Sarmiento                                        | Villa Sarmiento     | Sin nombre                                           | Liga Dolorense de Fútbol              |

## Etapa clasificatoria
Los participantes se distribuyeron en 10 zonas de 4 equipos cada una y 2 zona de 6, estás teniendo 2 subzonas de 3 equipos cada una. Los primeros equipos de todas las zonas clasificarán a octavos de final, mientras que los 8 mejores segundos de todas las zonas clasificarán a pre-octavos.
Los criterios de clasificación son los siguientes:
1. Puntos obtenidos.
2. Diferencia de goles.
3. Mayor cantidad de goles marcados.

### Zona 1

#### Tabla de posiciones
| Pos. | Equipo                                | Pts. | PJ | PG | PE | PP | GF | GC | Dif. |
| ---- | ------------------------------------- | ---- | -- | -- | -- | -- | -- | -- | ---- |
| 1.º  | Barrio Quirno (Del Campillo)          | 12   | 6  | 4  | 0  | 2  | 13 | 10 | 3    |
| 2.º  | Everton Club Moldes                   | 8    | 6  | 2  | 2  | 2  | 10 | 9  | 1    |
| 3.º  | SC Nelson Tomás Page (Huinca Renancó) | 7    | 6  | 2  | 1  | 3  | 8  | 10 | −2   |
| 4.º  | Pab. Argentino (Alejandro Roca)       | 7    | 6  | 2  | 1  | 3  | 8  | 10 | −2   |

|  | Clasifica a octavos de final. |

#### Resultados
| Fecha 1                               | Fecha 1   | Fecha 1                      | Fecha 1                         | Fecha 1 | Fecha 1     |
| Local                                 | Resultado | Visita                       | Estadio                         | Hora    | Fecha       |
| ------------------------------------- | --------- | ---------------------------- | ------------------------------- | ------- | ----------- |
| Pab. Argentino (Alejandro Roca)       | 1 - 1     | Everton Club Moldes          | Pab. Argentino (Alejandro Roca) | 19:00   | 21 de enero |
| SC Nelson Tomás Page (Huinca Renancó) | 0 - 2     | Barrio Quirno (Del Campillo) | Tomás Chana                     | 20:00   | 21 de enero |

| Fecha 2                      | Fecha 2   | Fecha 2                               | Fecha 2             | Fecha 2 | Fecha 2     |
| Local                        | Resultado | Visita                                | Estadio             | Hora    | Fecha       |
| ---------------------------- | --------- | ------------------------------------- | ------------------- | ------- | ----------- |
| Barrio Quirno (Del Campillo) | 0 - 1     | Pab. Argentino (Alejandro Roca)       | La Fortaleza        | 18:00   | 28 de enero |
| Everton Club Moldes          | 0 - 0     | SC Nelson Tomás Page (Huinca Renancó) | Everton Club Moldes | 19:00   | 28 de enero |

| Fecha 3                         | Fecha 3   | Fecha 3                               | Fecha 3                         | Fecha 3 | Fecha 3      |
| Local                           | Resultado | Visita                                | Estadio                         | Hora    | Fecha        |
| ------------------------------- | --------- | ------------------------------------- | ------------------------------- | ------- | ------------ |
| Pab. Argentino (Alejandro Roca) | 1 - 2     | SC Nelson Tomás Page (Huinca Renancó) | Pab. Argentino (Alejandro Roca) | 20:00   | 3 de febrero |
| Barrio Quirno (Del Campillo)    | 3 - 2     | Everton Club Moldes                   | La Fortaleza                    | 18:00   | 4 de febrero |

| Fecha 4                               | Fecha 4   | Fecha 4                         | Fecha 4             | Fecha 4 | Fecha 4       |
| Local                                 | Resultado | Visita                          | Estadio             | Hora    | Fecha         |
| ------------------------------------- | --------- | ------------------------------- | ------------------- | ------- | ------------- |
| SC Nelson Tomás Page (Huinca Renancó) | 1 - 2     | Pab. Argentino (Alejandro Roca) | Tomás Chana         | 19:00   | 10 de febrero |
| Everton Club Moldes                   | 3 - 1     | Barrio Quirno (Del Campillo)    | Everton Club Moldes | 20:30   | 11 de febrero |

| Fecha 5                               | Fecha 5   | Fecha 5                      | Fecha 5                             | Fecha 5 | Fecha 5       |
| Local                                 | Resultado | Visita                       | Estadio                             | Hora    | Fecha         |
| ------------------------------------- | --------- | ---------------------------- | ----------------------------------- | ------- | ------------- |
| Pabellón Argentino (Alejandro Roca)   | 3 - 4     | Barrio Quirno (Del Campillo) | Pabellón Argentino (Alejandro Roca) | 20:00   | 17 de febrero |
| SC Nelson Tomás Page (Huinca Renancó) | 4 - 2     | Everton Club Moldes          | Tomás Chana                         | 19:00   | 18 de febrero |

| Fecha 6                      | Fecha 6   | Fecha 6                               | Fecha 6             | Fecha 6 | Fecha 6       |
| Local                        | Resultado | Visita                                | Estadio             | Hora    | Fecha         |
| ---------------------------- | --------- | ------------------------------------- | ------------------- | ------- | ------------- |
| Everton Club Moldes          | 2 - 0     | Pabellón Argentino (Alejandro Roca)   | Everton Club Moldes | 18:00   | 24 de febrero |
| Barrio Quirno (Del Campillo) | 3 - 1     | SC Nelson Tomás Page (Huinca Renancó) | La Fortaleza        | 18:00   | 24 de febrero |

### Zona 2

#### Tabla de posiciones
| Pos. | Equipo                           | Pts. | PJ | PG | PE | PP | GF | GC | Dif. |
| ---- | -------------------------------- | ---- | -- | -- | -- | -- | -- | -- | ---- |
| 1.º  | Recreativo Estrellas FC (Jovita) | 15   | 6  | 5  | 0  | 1  | 11 | 4  | 7    |
| 2.º  | Libertad (Canals)                | 8    | 6  | 2  | 2  | 2  | 13 | 9  | 4    |
| 3.º  | Moto Kart (Jovita)               | 7    | 6  | 2  | 1  | 3  | 10 | 10 | 0    |
| 4.º  | Ctro. Social Las Higueras        | 4    | 6  | 1  | 1  | 4  | 3  | 11 | −8   |

|  | Clasifica a octavos de final. |

#### Resultados
| Fecha 1                   | Fecha 1   | Fecha 1                          | Fecha 1          | Fecha 1 | Fecha 1     |
| Local                     | Resultado | Visita                           | Estadio          | Hora    | Fecha       |
| ------------------------- | --------- | -------------------------------- | ---------------- | ------- | ----------- |
| Ctro. Social Las Higueras | 0 - 0     | Libertad (Canals)                | Fernando Vettore | 17:00   | 21 de enero |
| Moto Kart (Jovita)        | 0 - 2     | Recreativo Estrellas FC (Jovita) | El Gigante       | 19:30   | 21 de enero |

| Fecha 2                          | Fecha 2   | Fecha 2                   | Fecha 2                    | Fecha 2 | Fecha 2     |
| Local                            | Resultado | Visita                    | Estadio                    | Hora    | Fecha       |
| -------------------------------- | --------- | ------------------------- | -------------------------- | ------- | ----------- |
| Recreativo Estrellas FC (Jovita) | 2 - 0     | Ctro. Social Las Higueras | Pedro Picco                | 19:00   | 28 de enero |
| Libertad (Canals)                | 2 - 1     | Moto Kart (Jovita)        | Osvaldo ''Balero'' Quevedo | 21:00   | 26 de enero |

| Fecha 3                          | Fecha 3   | Fecha 3            | Fecha 3          | Fecha 3 | Fecha 3      |
| Local                            | Resultado | Visita             | Estadio          | Hora    | Fecha        |
| -------------------------------- | --------- | ------------------ | ---------------- | ------- | ------------ |
| Ctro. Social Las Higueras        | 0 - 1     | Moto Kart (Jovita) | Fernando Vettore | 19:00   | 4 de febrero |
| Recreativo Estrellas FC (Jovita) | 2 - 1     | Libertad (Canals)  | Pedro Picco      | 20:00   | 4 de febrero |

| Fecha 4            | Fecha 4   | Fecha 4                          | Fecha 4                    | Fecha 4 | Fecha 4       |
| Local              | Resultado | Visita                           | Estadio                    | Hora    | Fecha         |
| ------------------ | --------- | -------------------------------- | -------------------------- | ------- | ------------- |
| Moto Kart (Jovita) | 3 - 2     | Ctro. Social Las Higueras        | El Gigante                 | 19:00   | 12 de febrero |
| Libertad (Canals)  | 1 - 2     | Recreativo Estrellas FC (Jovita) | Osvaldo ''Balero'' Quevedo | 20:00   | 11 de febrero |

| Fecha 5                   | Fecha 5   | Fecha 5                          | Fecha 5          | Fecha 5 | Fecha 5       |
| Local                     | Resultado | Visita                           | Estadio          | Hora    | Fecha         |
| ------------------------- | --------- | -------------------------------- | ---------------- | ------- | ------------- |
| Ctro. Social Las Higueras | 1 - 0     | Recreativo Estrellas FC (Jovita) | Fernando Vettore | 19:00   | 18 de febrero |
| Moto Kart (Jovita)        | 4 - 4     | Libertad (Canals)                | El Gigante       | 19:00   | 18 de febrero |

| Fecha 6                          | Fecha 6   | Fecha 6                   | Fecha 6                    | Fecha 6 | Fecha 6       |
| Local                            | Resultado | Visita                    | Estadio                    | Hora    | Fecha         |
| -------------------------------- | --------- | ------------------------- | -------------------------- | ------- | ------------- |
| Libertad (Canals)                | 5 - 0     | Ctro. Social Las Higueras | Osvaldo ''Balero'' Quevedo | 18:00   | 24 de febrero |
| Recreativo Estrellas FC (Jovita) | 3 - 1     | Moto Kart (Jovita)        | Pedro Picco                | 18:00   | 24 de febrero |

### Zona 3

#### Tabla de posiciones
| Pos. | Equipo                           | Pts. | PJ | PG | PE | PP | GF | GC | Dif. |
| ---- | -------------------------------- | ---- | -- | -- | -- | -- | -- | -- | ---- |
| 1.º  | Matienzo (Monte Buey)            | 13   | 6  | 4  | 1  | 1  | 13 | 6  | 7    |
| 2.º  | Atl. Guatimozín                  | 10   | 6  | 3  | 1  | 2  | 8  | 8  | 0    |
| 3.º  | Corralense                       | 8    | 6  | 2  | 2  | 2  | 9  | 8  | 1    |
| 4.º  | Guillermo Renny (Wen. Escalante) | 3    | 6  | 1  | 0  | 5  | 6  | 14 | −8   |

|  | Clasifica a octavos de final. |

#### Resultados
| Fecha 1                          | Fecha 1   | Fecha 1           | Fecha 1                          | Fecha 1 | Fecha 1     |
| Local                            | Resultado | Visita            | Estadio                          | Hora    | Fecha       |
| -------------------------------- | --------- | ----------------- | -------------------------------- | ------- | ----------- |
| Guillermo Renny (Wen. Escalante) | 0 - 2     | Social Corralense | Guillermo Renny (Wen. Escalante) | 19:00   | 20 de enero |
| Matienzo (Monte Buey)            | 3 - 1     | Atl. Guatimozín   | Héctor Antonio Serra             | 20:00   | 21 de enero |

| Fecha 2         | Fecha 2   | Fecha 2                          | Fecha 2               | Fecha 2 | Fecha 2     |
| Local           | Resultado | Visita                           | Estadio               | Hora    | Fecha       |
| --------------- | --------- | -------------------------------- | --------------------- | ------- | ----------- |
| Atl. Guatimozín | 2 - 1     | Guillermo Renny (Wen. Escalante) | Atl. Guatimozín       | 20:00   | 28 de enero |
| Corralense      | 0 - 0     | Matienzo (Monte Buey)            | Oscar Alfredo Ruggeri | 20:00   | 28 de enero |

| Fecha 3                          | Fecha 3   | Fecha 3               | Fecha 3                          | Fecha 3 | Fecha 3      |
| Local                            | Resultado | Visita                | Estadio                          | Hora    | Fecha        |
| -------------------------------- | --------- | --------------------- | -------------------------------- | ------- | ------------ |
| Guillermo Renny (Wen. Escalante) | 3 - 1     | Matienzo (Monte Buey) | Guillermo Renny (Wen. Escalante) | 20:00   | 4 de febrero |
| Atl. Guatimozín                  | 2 - 1     | Corralense            | Atl. Guatimozín                  | 20:00   | 4 de febrero |

| Fecha 4               | Fecha 4   | Fecha 4                          | Fecha 4               | Fecha 4 | Fecha 4       |
| Local                 | Resultado | Visita                           | Estadio               | Hora    | Fecha         |
| --------------------- | --------- | -------------------------------- | --------------------- | ------- | ------------- |
| Matienzo (Monte Buey) | 4 - 0     | Guillermo Renny (Wen. Escalante) | Héctor Antonio Serra  | 20:00   | 11 de febrero |
| Corralense            | 1 - 1     | Atl. Guatimozín                  | Oscar Alfredo Ruggeri | 20:00   | 11 de febrero |

| Fecha 5                          | Fecha 5   | Fecha 5         | Fecha 5                          | Fecha 5 | Fecha 5       |
| Local                            | Resultado | Visita          | Estadio                          | Hora    | Fecha         |
| -------------------------------- | --------- | --------------- | -------------------------------- | ------- | ------------- |
| Guillermo Renny (Wen. Escalante) | 0 - 1     | Atl. Guatimozín | Guillermo Renny (Wen. Escalante) | 20:00   | 18 de febrero |
| Matienzo (Monte Buey)            | 3 - 1     | Corralense      | Héctor Antonio Serra             | 20:00   | 18 de febrero |

| Fecha 6         | Fecha 6   | Fecha 6                          | Fecha 6               | Fecha 6 | Fecha 6       |
| Local           | Resultado | Visita                           | Estadio               | Hora    | Fecha         |
| --------------- | --------- | -------------------------------- | --------------------- | ------- | ------------- |
| Corralense      | 4 - 2     | Guillermo Renny (Wen. Escalante) | Oscar Alfredo Ruggeri | 18:00   | 24 de febrero |
| Atl. Guatimozín | 1 - 2     | Matienzo (Monte Buey)            | Atl. Guatimozín       | 18:00   | 24 de febrero |

### Zona 4

#### Tabla de posiciones
| Pos. | Equipo                       | Pts. | PJ | PG | PE | PP | GF | GC | Dif. |
| ---- | ---------------------------- | ---- | -- | -- | -- | -- | -- | -- | ---- |
| 1.º  | Canalense (Canals)           | 10   | 6  | 3  | 1  | 2  | 10 | 7  | 3    |
| 2.º  | Argentino (Bell Ville)       | 10   | 6  | 3  | 1  | 2  | 11 | 8  | 3    |
| 3.º  | Asoc. Española (Villa María) | 4    | 6  | 1  | 1  | 4  | 2  | 7  | −5   |

|  | Clasifica a octavos de final. |

| Pos. | Equipo                           | Pts. | PJ | PG | PE | PP | GF | GC | Dif. |
| ---- | -------------------------------- | ---- | -- | -- | -- | -- | -- | -- | ---- |
| 1.º  | Central Argentino (La Carlota)   | 18   | 6  | 6  | 0  | 0  | 9  | 0  | 9    |
| 2.º  | Jorge Ross (La Carlota)          | 5    | 6  | 1  | 2  | 3  | 6  | 9  | −3   |
| 3.º  | Def. de Boca Jrs. (Camilo Aldao) | 4    | 6  | 1  | 1  | 4  | 5  | 12 | −7   |

|  | Clasifica a octavos de final. |

#### Resultados
| Fecha 1                          | Fecha 1   | Fecha 1                      | Fecha 1                  | Fecha 1   | Fecha 1     |
| Local                            | Resultado | Visita                       | Estadio                  | Hora      | Fecha       |
| -------------------------------- | --------- | ---------------------------- | ------------------------ | --------- | ----------- |
| Subzona A                        | Subzona A | Subzona A                    | Subzona A                | Subzona A | 21 de enero |
| Atl. Canalense                   | 0 - 1     | Asoc. Española (Villa María) | Miguel ''Pollo'' Andrade | 19:30     | 21 de enero |
| Subzona B                        |           |                              |                          |           | 21 de enero |
| Central Argentino (La Carlota)   | 1 - 0     | Jorge Ross (La Carlota)      | Ciudad de La Carlota     | 19:00     | 21 de enero |
| Interzonal                       |           |                              |                          |           | 21 de enero |
| Def. de Boca Jrs. (Camilo Aldao) | 1 - 4     | Argentino (Bell Ville)       | Miguel A. Seri           | 18:00     | 21 de enero |

| Fecha 2                      | Fecha 2   | Fecha 2                          | Fecha 2                       | Fecha 2   | Fecha 2     |
| Local                        | Resultado | Visita                           | Estadio                       | Hora      | Fecha       |
| ---------------------------- | --------- | -------------------------------- | ----------------------------- | --------- | ----------- |
| Subzona A                    | Subzona A | Subzona A                        | Subzona A                     | Subzona A | 28 de enero |
| Argentino (Bell Ville)       | 0 - 2     | Atl. Canalense                   | Argentino (Bell Ville)        | 19:00     | 28 de enero |
| Subzona B                    |           |                                  |                               |           | 28 de enero |
| Jorge Ross (La Carlota)      | 1 - 1     | Def. de Boca Jrs. (Camilo Aldao) | Del Puente                    | 20:00     | 28 de enero |
| Interzonal                   |           |                                  |                               |           | 28 de enero |
| Asoc. Española (Villa María) | 0 - 1     | Central Argentino (La Carlota)   | Plaza “Manuel Anselmo Ocampo” | 19:30     | 28 de enero |

| Fecha 3                          | Fecha 3   | Fecha 3                        | Fecha 3                  | Fecha 3   | Fecha 3      |
| Local                            | Resultado | Visita                         | Estadio                  | Hora      | Fecha        |
| -------------------------------- | --------- | ------------------------------ | ------------------------ | --------- | ------------ |
| Subzona A                        | Subzona A | Subzona A                      | Subzona A                | Subzona A | 4 de febrero |
| Argentino (Bell Ville)           | 1 - 0     | Asoc. Española (Villa María)   | Argentino (Bell Ville)   | 20:00     | 4 de febrero |
| Subzona B                        |           |                                |                          |           | 4 de febrero |
| Def. de Boca Jrs. (Camilo Aldao) | 0 - 1     | Central Argentino (La Carlota) | Miguel A. Seri           | 17:45     | 4 de febrero |
| Interzonal                       |           |                                |                          |           |              |
| Atl. Canalense                   | 1 - 1     | Jorge Ross (La Carlota)        | Miguel ''Pollo'' Andrade | 22:15     | 2 de febrero |

| Fecha 4                        | Fecha 4   | Fecha 4                          | Fecha 4                       | Fecha 4 | Fecha 4       |
| Local                          | Resultado | Visita                           | Estadio                       | Hora    | Fecha         |
| ------------------------------ | --------- | -------------------------------- | ----------------------------- | ------- | ------------- |
| Subzona A                      |           |                                  |                               |         |               |
| Asoc. Española (Villa María)   | 1 - 1     | Argentino (Bell Ville)           | Plaza “Manuel Anselmo Ocampo” | 21:30   | 15 de febrero |
| Subzona B                      |           |                                  |                               |         |               |
| Central Argentino (La Carlota) | 2 - 0     | Def. de Boca Jrs. (Camilo Aldao) | Ciudad de La Carlota          | 19:00   | 10 de febrero |
| Interzonal                     |           |                                  |                               |         |               |
| Jorge Ross (La Carlota)        | 3 - 1     | Atl. Canalense                   | Del Puente                    | 20:00   | 11 de febrero |

| Fecha 5                          | Fecha 5   | Fecha 5                      | Fecha 5                  | Fecha 5 | Fecha 5       |
| Local                            | Resultado | Visita                       | Estadio                  | Hora    | Fecha         |
| -------------------------------- | --------- | ---------------------------- | ------------------------ | ------- | ------------- |
| Subzona A                        |           |                              |                          |         |               |
| Atl. Canalense                   | 3 - 2     | Argentino (Bell Ville)       | Miguel ''Pollo'' Andrade | 19:15   | 18 de febrero |
| Subzona B                        |           |                              |                          |         |               |
| Def. de Boca Jrs. (Camilo Aldao) | 2 - 1     | Jorge Ross (La Carlota)      | Miguel A. Seri           | 17:30   | 18 de febrero |
| Interzonal                       |           |                              |                          |         |               |
| Central Argentino (La Carlota)   | 1 - 0     | Asoc. Española (Villa María) | Ciudad de La Carlota     | 20:00   | 18 de febrero |

| Fecha 6                      | Fecha 6   | Fecha 6                          | Fecha 6                       | Fecha 6 | Fecha 6       |
| Local                        | Resultado | Visita                           | Estadio                       | Hora    | Fecha         |
| ---------------------------- | --------- | -------------------------------- | ----------------------------- | ------- | ------------- |
| Subzona A                    |           |                                  |                               |         |               |
| Asoc. Española (Villa María) | 0 - 3     | Atl. Canalense                   | Plaza “Manuel Anselmo Ocampo” | 18:00   | 24 de febrero |
| Subzona B                    |           |                                  |                               |         |               |
| Jorge Ross (La Carlota)      | 0 - 3     | Central Argentino (La Carlota)   | Del Puente                    | 18:00   | 24 de febrero |
| Interzonal                   |           |                                  |                               |         |               |
| Argentino (Bell Ville)       | 3 - 1     | Def. de Boca Jrs. (Camilo Aldao) | Argentino (Bell Ville)        | 18:00   | 24 de febrero |

### Zona 5

#### Tabla de posiciones
| Pos. | Equipo                       | Pts. | PJ | PG | PE | PP | GF | GC | Dif. |
| ---- | ---------------------------- | ---- | -- | -- | -- | -- | -- | -- | ---- |
| 1.º  | Newell’s (Laguna Larga)      | 14   | 6  | 4  | 2  | 0  | 12 | 4  | 8    |
| 2.º  | Independiente (Oliva)        | 8    | 6  | 1  | 5  | 0  | 9  | 6  | 3    |
| 3.º  | Náutico Fitz Simon (Embalse) | 8    | 6  | 2  | 2  | 2  | 7  | 9  | −2   |
| 4.º  | Independiente (Río Tercero)  | 1    | 6  | 0  | 1  | 5  | 3  | 12 | −9   |

|  | Clasifica a octavos de final. |

#### Resultados
| Fecha 1                     | Fecha 1   | Fecha 1                      | Fecha 1                         | Fecha 1 | Fecha 1     |
| Local                       | Resultado | Visita                       | Estadio                         | Hora    | Fecha       |
| --------------------------- | --------- | ---------------------------- | ------------------------------- | ------- | ----------- |
| Independiente (Oliva)       | 2 - 2     | Newell’s (Laguna Larga)      | Rubén Tati Ciccarelli, La Nueve | 19:30   | 21 de enero |
| Independiente (Río Tercero) | 1 - 2     | Náutico Fitz Simon (Embalse) | Claudio ''Piojo'' López         | 19:30   | 21 de enero |

| Fecha 2                      | Fecha 2   | Fecha 2                     | Fecha 2                     | Fecha 2 | Fecha 2     |
| Local                        | Resultado | Visita                      | Estadio                     | Hora    | Fecha       |
| ---------------------------- | --------- | --------------------------- | --------------------------- | ------- | ----------- |
| Náutico Fitz Simon (Embalse) | 1 - 1     | Independiente (Oliva)       | José Pepe Marquez, La Jaula | 18:30   | 28 de enero |
| Newell’s (Laguna Larga)      | 1 - 0     | Independiente (Río Tercero) | Juan Enrique Verdichio      | 19:30   | 28 de enero |

| Fecha 3                      | Fecha 3   | Fecha 3                     | Fecha 3                         | Fecha 3 | Fecha 3      |
| Local                        | Resultado | Visita                      | Estadio                         | Hora    | Fecha        |
| ---------------------------- | --------- | --------------------------- | ------------------------------- | ------- | ------------ |
| Independiente (Oliva)        | 4 - 1     | Independiente (Río Tercero) | Rubén Tati Ciccarelli, La Nueve | 19:00   | 4 de febrero |
| Náutico Fitz Simon (Embalse) | 0 - 1     | Newell’s (Laguna Larga)     | José Pepe Marquez, La Jaula     | 19:30   | 3 de febrero |

| Fecha 4                     | Fecha 4   | Fecha 4                      | Fecha 4                 | Fecha 4 | Fecha 4       |
| Local                       | Resultado | Visita                       | Estadio                 | Hora    | Fecha         |
| --------------------------- | --------- | ---------------------------- | ----------------------- | ------- | ------------- |
| Independiente (Río Tercero) | 0 - 0     | Independiente (Oliva)        | Claudio ''Piojo'' López | 22:00   | 9 de febrero  |
| Newell’s (Laguna Larga)     | 4 - 1     | Náutico Fitz Simon (Embalse) | Juan Enrique Verdichio  | 19:30   | 10 de febrero |

| Fecha 5                     | Fecha 5   | Fecha 5                      | Fecha 5                         | Fecha 5 | Fecha 5       |
| Local                       | Resultado | Visita                       | Estadio                         | Hora    | Fecha         |
| --------------------------- | --------- | ---------------------------- | ------------------------------- | ------- | ------------- |
| Independiente (Oliva)       | 2 - 2     | Náutico Fitz Simon (Embalse) | Rubén Tati Ciccarelli, La Nueve | 18:30   | 18 de febrero |
| Independiente (Río Tercero) | 1 - 4     | Newell’s (Laguna Larga)      | Claudio ''Piojo'' López         | 19:00   | 18 de febrero |

| Fecha 6                      | Fecha 6   | Fecha 6                     | Fecha 6                     | Fecha 6 | Fecha 6       |
| Local                        | Resultado | Visita                      | Estadio                     | Hora    | Fecha         |
| ---------------------------- | --------- | --------------------------- | --------------------------- | ------- | ------------- |
| Newell’s (Laguna Larga)      | 0 - 0     | Independiente (Oliva)       | Juan Enrique Verdichio      | 18:00   | 24 de febrero |
| Náutico Fitz Simon (Embalse) | 1 - 0     | Independiente (Río Tercero) | José Pepe Marquez, La Jaula | 18:00   | 24 de febrero |

### Zona 6

#### Tabla de posiciones
| Pos. | Equipo                    | Pts. | PJ | PG | PE | PP | GF | GC | Dif. |
| ---- | ------------------------- | ---- | -- | -- | -- | -- | -- | -- | ---- |
| 1.º  | Dep. y Cult. La Francia   | 14   | 6  | 4  | 2  | 0  | 14 | 3  | 11   |
| 2.º  | Dep. y Cult. Colazo       | 11   | 6  | 3  | 2  | 1  | 8  | 6  | 2    |
| 3.º  | 9 de Julio (Las Junturas) | 8    | 6  | 2  | 2  | 2  | 13 | 7  | 6    |
| 4.º  | Crecer (Montecristo)      | 0    | 6  | 0  | 0  | 6  | 2  | 21 | −19  |

|  | Clasifica a octavos de final. |

#### Resultados
| Fecha 1                   | Fecha 1   | Fecha 1              | Fecha 1                 | Fecha 1 | Fecha 1     |
| Local                     | Resultado | Visita               | Estadio                 | Hora    | Fecha       |
| ------------------------- | --------- | -------------------- | ----------------------- | ------- | ----------- |
| 9 de Julio (Las Junturas) | 1 - 1     | Dep. y Cult. Colazo  | Mauro Massi             | 18:00   | 21 de enero |
| Dep. y Cult. La Francia   | 4 - 0     | Crecer (Montecristo) | Dep. y Cult. La Francia | 20:30   | 21 de enero |

| Fecha 2              | Fecha 2   | Fecha 2                   | Fecha 2                    | Fecha 2 | Fecha 2     |
| Local                | Resultado | Visita                    | Estadio                    | Hora    | Fecha       |
| -------------------- | --------- | ------------------------- | -------------------------- | ------- | ----------- |
| Crecer (Montecristo) | 0 - 3     | 9 de Julio (Las Junturas) | Crecer (Montecristo)       | 17:00   | 28 de enero |
| Dep. y Cult. Colazo  | 1 - 1     | Dep. y Cult. La Francia   | Osvaldo ''Negro'' Richiero | 18:00   | 28 de enero |

| Fecha 3                   | Fecha 3   | Fecha 3                 | Fecha 3              | Fecha 3 | Fecha 3      |
| Local                     | Resultado | Visita                  | Estadio              | Hora    | Fecha        |
| ------------------------- | --------- | ----------------------- | -------------------- | ------- | ------------ |
| 9 de Julio (Las Junturas) | 1 - 1     | Dep. y Cult. La Francia | Mauro Massi          | 19:00   | 4 de febrero |
| Crecer (Montecristo)      | 1 - 2     | Dep. y Cult. Colazo     | Crecer (Montecristo) | 18:00   | 4 de febrero |

| Fecha 4                 | Fecha 4   | Fecha 4                   | Fecha 4                    | Fecha 4 | Fecha 4       |
| Local                   | Resultado | Visita                    | Estadio                    | Hora    | Fecha         |
| ----------------------- | --------- | ------------------------- | -------------------------- | ------- | ------------- |
| Dep. y Cult. La Francia | 2 - 1     | 9 de Julio (Las Junturas) | Dep. y Cult. La Francia    | 19:30   | 10 de febrero |
| Dep. y Cult. Colazo     | 2 - 0     | Crecer (Montecristo)      | Osvaldo ''Negro'' Richiero | 18:00   | 10 de febrero |

| Fecha 5                   | Fecha 5   | Fecha 5              | Fecha 5                 | Fecha 5 | Fecha 5       |
| Local                     | Resultado | Visita               | Estadio                 | Hora    | Fecha         |
| ------------------------- | --------- | -------------------- | ----------------------- | ------- | ------------- |
| 9 de Julio (Las Junturas) | 6 - 1     | Crecer (Montecristo) | Mauro Massi             | 21:00   | 16 de febrero |
| Dep. y Cult. La Francia   | 2 - 0     | Dep. y Cult. Colazo  | Dep. y Cult. La Francia | 20:30   | 18 de febrero |

| Fecha 6              | Fecha 6   | Fecha 6                   | Fecha 6                    | Fecha 6 | Fecha 6       |
| Local                | Resultado | Visita                    | Estadio                    | Hora    | Fecha         |
| -------------------- | --------- | ------------------------- | -------------------------- | ------- | ------------- |
| Dep. y Cult. Colazo  | 2 - 1     | 9 de Julio (Las Junturas) | Osvaldo ''Negro'' Richiero | 18:00   | 24 de febrero |
| Crecer (Montecristo) | 0 - 4     | Dep. y Cult. La Francia   | Crecer (Montecristo)       | 18:00   | 24 de febrero |

### Zona 7

#### Tabla de posiciones
| Pos. | Equipo            | Pts. | PJ | PG | PE | PP | GF | GC | Dif. |
| ---- | ----------------- | ---- | -- | -- | -- | -- | -- | -- | ---- |
| 1.º  | ADEA (El Arañado) | 10   | 6  | 3  | 1  | 2  | 9  | 8  | 1    |
| 2.º  | Sp. Sacanta       | 9    | 6  | 3  | 0  | 3  | 9  | 11 | −2   |
| 3.º  | Atl. Calchín      | 7    | 6  | 2  | 1  | 3  | 6  | 8  | −2   |

|  | Clasifica a octavos de final. |

| Pos. | Equipo                       | Pts. | PJ | PG | PE | PP | GF | GC | Dif. |
| ---- | ---------------------------- | ---- | -- | -- | -- | -- | -- | -- | ---- |
| 1.º  | 9 de Julio Olímpico (Freyre) | 14   | 6  | 4  | 2  | 0  | 10 | 3  | 7    |
| 2.º  | Sociedad Sportiva (Devoto)   | 6    | 6  | 1  | 3  | 2  | 7  | 5  | 2    |
| 3.º  | Cultural Luque               | 4    | 6  | 1  | 1  | 4  | 4  | 10 | −6   |

|  | Clasifica a octavos de final. |

#### Resultados
| Fecha 1                    | Fecha 1   | Fecha 1                      | Fecha 1               | Fecha 1 | Fecha 1     |
| Local                      | Resultado | Visita                       | Estadio               | Hora    | Fecha       |
| -------------------------- | --------- | ---------------------------- | --------------------- | ------- | ----------- |
| Subzona A                  |           |                              |                       |         |             |
| ADEA (El Arañado)          | 1 - 1     | Atl. Calchín                 | ADEA (El Arañado)     | 18:00   | 21 de enero |
| Subzona B                  |           |                              |                       |         |             |
| Cultural Luque             | 0 - 1     | 9 de Julio Olímpico (Freyre) | La Fortaleza de Luque | 21:30   | 19 de enero |
| Interzonal                 |           |                              |                       |         |             |
| Sociedad Sportiva (Devoto) | 5 - 1     | Sp. Sacanta                  | Centenario de Devoto  | 18:00   | 21 de enero |

| Fecha 2                      | Fecha 2   | Fecha 2                    | Fecha 2        | Fecha 2   | Fecha 2     |
| Local                        | Resultado | Visita                     | Estadio        | Hora      | Fecha       |
| ---------------------------- | --------- | -------------------------- | -------------- | --------- | ----------- |
| Subzona A                    | Subzona A | Subzona A                  | Subzona A      | Subzona A | 28 de enero |
| Sp. Sacanta                  | 2 - 3     | ADEA (El Arañado)          | Sp. Sacanta    | 20:00     | 28 de enero |
| Subzona B                    |           |                            |                |           | 28 de enero |
| 9 de Julio Olímpico (Freyre) | 1 - 1     | Sociedad Sportiva (Devoto) | Bicentenario   | 18:00     | 28 de enero |
| Interzonal                   |           |                            |                |           | 28 de enero |
| Atl. Calchín                 | 2 - 1     | Cultural Luque             | Julián Álvarez | 19:00     | 28 de enero |

| Fecha 3                    | Fecha 3   | Fecha 3                      | Fecha 3              | Fecha 3   | Fecha 3      |
| Local                      | Resultado | Visita                       | Estadio              | Hora      | Fecha        |
| -------------------------- | --------- | ---------------------------- | -------------------- | --------- | ------------ |
| Subzona A                  | Subzona A | Subzona A                    | Subzona A            | Subzona A | 4 de febrero |
| Sp. Sacanta                | 2 - 1     | Atl. Calchín                 | Sp. Sacanta          | 20:00     | 4 de febrero |
| Subzona B                  |           |                              |                      |           | 4 de febrero |
| Sociedad Sportiva (Devoto) | 0 - 1     | Cultural Luque               | Centenario de Devoto | 18:00     | 4 de febrero |
| Interzonal                 |           |                              |                      |           | 4 de febrero |
| ADEA (El Arañado)          | 0 - 2     | 9 de Julio Olímpico (Freyre) | ADEA (El Arañado)    | 19:00     | 4 de febrero |

| Fecha 4                      | Fecha 4   | Fecha 4                    | Fecha 4               | Fecha 4 | Fecha 4       |
| Local                        | Resultado | Visita                     | Estadio               | Hora    | Fecha         |
| ---------------------------- | --------- | -------------------------- | --------------------- | ------- | ------------- |
| Subzona A                    |           |                            |                       |         |               |
| Atl. Calchín                 | 0 - 2     | Sp. Sacanta                | Julián Álvarez        | 20:00   | 10 de febrero |
| Subzona B                    |           |                            |                       |         |               |
| Cultural Luque               | 1 - 1     | Sociedad Sportiva (Devoto) | La Fortaleza de Luque | 20:00   | 11 de febrero |
| Interzonal                   |           |                            |                       |         | 11 de febrero |
| 9 de Julio Olímpico (Freyre) | 2 - 1     | ADEA (El Arañado)          | Bicentenario          | 18:00   | 11 de febrero |

| Fecha 5                    | Fecha 5   | Fecha 5                      | Fecha 5               | Fecha 5 | Fecha 5       |
| Local                      | Resultado | Visita                       | Estadio               | Hora    | Fecha         |
| -------------------------- | --------- | ---------------------------- | --------------------- | ------- | ------------- |
| Subzona A                  |           |                              |                       |         |               |
| ADEA (El Arañado)          | 2 - 1     | Sp. Sacanta                  | ADEA (El Arañado)     | 20:00   | 18 de febrero |
| Subzona B                  |           |                              |                       |         |               |
| Sociedad Sportiva (Devoto) | 0 - 0     | 9 de Julio Olímpico (Freyre) | Centenario de Devoto  | 18:00   | 18 de febrero |
| Interzonal                 |           |                              |                       |         |               |
| Cultural Luque             | 0 - 2     | Atl. Calchín                 | La Fortaleza de Luque | 22:00   | 15 de febrero |

| Fecha 6                      | Fecha 6   | Fecha 6                    | Fecha 6        | Fecha 6 | Fecha 6       |
| Local                        | Resultado | Visita                     | Estadio        | Hora    | Fecha         |
| ---------------------------- | --------- | -------------------------- | -------------- | ------- | ------------- |
| Subzona A                    |           |                            |                |         |               |
| Atl. Calchín                 | 0 - 2     | ADEA (El Arañado)          | Julián Álvarez | 18:00   | 24 de febrero |
| Subzona B                    |           |                            |                |         |               |
| 9 de Julio Olímpico (Freyre) | 4 - 1     | Cultural Luque             | Bicentenario   | 18:00   | 24 de febrero |
| Interzonal                   |           |                            |                |         |               |
| Sp. Sacanta                  | 1 - 0     | Sociedad Sportiva (Devoto) | Sp. Sacanta    | 18:00   | 24 de febrero |

### Zona 8

#### Tabla de posiciones
| Pos. | Equipo                          | Pts. | PJ | PG | PE | PP | GF | GC | Dif. |
| ---- | ------------------------------- | ---- | -- | -- | -- | -- | -- | -- | ---- |
| 1.º  | Bochas SC (Colonia Caroya)      | 14   | 6  | 4  | 2  | 0  | 8  | 4  | 4    |
| 2.º  | Juventud Católica (Río Segundo) | 12   | 6  | 3  | 3  | 0  | 11 | 5  | 6    |
| 3.º  | Polideportivo V. del Ros.       | 4    | 6  | 1  | 1  | 4  | 10 | 13 | −3   |
| 4.º  | Alianza de Jesús María          | 3    | 6  | 1  | 0  | 5  | 10 | 17 | −7   |

|  | Clasifica a octavos de final. |

#### Resultados
| Fecha 1                   | Fecha 1   | Fecha 1                         | Fecha 1           | Fecha 1 | Fecha 1     |
| Local                     | Resultado | Visita                          | Estadio           | Hora    | Fecha       |
| ------------------------- | --------- | ------------------------------- | ----------------- | ------- | ----------- |
| Polideportivo V. del Ros. | 1 - 3     | Juventud Católica (Río Segundo) | Lizardo Ramallo   | 21:30   | 19 de enero |
| Alianza de Jesús María    | 0 - 1     | Bochas SC (Colonia Caroya)      | Gilfredo Rossotti | 18:00   | 21 de enero |

| Fecha 2                         | Fecha 2   | Fecha 2                   | Fecha 2                    | Fecha 2 | Fecha 2     |
| Local                           | Resultado | Visita                    | Estadio                    | Hora    | Fecha       |
| ------------------------------- | --------- | ------------------------- | -------------------------- | ------- | ----------- |
| Juventud Católica (Río Segundo) | 3 - 0     | Alianza de Jesús María    | La Lomita de Río Segundo   | 18:00   | 28 de enero |
| Bochas SC (Colonia Caroya)      | 1 - 0     | Polideportivo V. del Ros. | Bochas SC (Colonia Caroya) | 18:30   | 27 de enero |

| Fecha 3                         | Fecha 3   | Fecha 3                    | Fecha 3                  | Fecha 3 | Fecha 3      |
| Local                           | Resultado | Visita                     | Estadio                  | Hora    | Fecha        |
| ------------------------------- | --------- | -------------------------- | ------------------------ | ------- | ------------ |
| Alianza de Jesús María          | 6 - 3     | Polideportivo V. del Ros.  | Gilfredo Rossotti        | 18:00   | 4 de febrero |
| Juventud Católica (Río Segundo) | 1 - 1     | Bochas SC (Colonia Caroya) | La Lomita de Río Segundo | 20:00   | 3 de febrero |

| Fecha 4                    | Fecha 4   | Fecha 4                         | Fecha 4                    | Fecha 4 | Fecha 4       |
| Local                      | Resultado | Visita                          | Estadio                    | Hora    | Fecha         |
| -------------------------- | --------- | ------------------------------- | -------------------------- | ------- | ------------- |
| Polideportivo V. del Ros.  | 5 - 1     | Alianza de Jesús María          | Lizardo Ramallo            | 18:00   | 11 de febrero |
| Bochas SC (Colonia Caroya) | 1 - 1     | Juventud Católica (Río Segundo) | Bochas SC (Colonia Caroya) | 19:00   | 10 de febrero |

| Fecha 5                   | Fecha 5   | Fecha 5                         | Fecha 5           | Fecha 5 | Fecha 5       |
| Local                     | Resultado | Visita                          | Estadio           | Hora    | Fecha         |
| ------------------------- | --------- | ------------------------------- | ----------------- | ------- | ------------- |
| Alianza de Jesús María    | 2 - 3     | Juventud Católica (Río Segundo) | Gilfredo Rossotti | 18:30   | 18 de febrero |
| Polideportivo V. del Ros. | 1 - 2     | Bochas SC (Colonia Caroya)      | Lizardo Ramallo   | 19:00   | 18 de febrero |

| Fecha 6                         | Fecha 6   | Fecha 6                   | Fecha 6                    | Fecha 6 | Fecha 6       |
| Local                           | Resultado | Visita                    | Estadio                    | Hora    | Fecha         |
| ------------------------------- | --------- | ------------------------- | -------------------------- | ------- | ------------- |
| Juventud Católica (Río Segundo) | 0 - 0     | Polideportivo V. del Ros. | La Lomita de Río Segundo   | 18:00   | 24 de febrero |
| Bochas SC (Colonia Caroya)      | 2 - 1     | Alianza de Jesús María    | Bochas SC (Colonia Caroya) | 18:00   | 24 de febrero |

### Zona 9

#### Tabla de posiciones
| Pos. | Equipo                       | Pts. | PJ | PG | PE | PP | GF | GC | Dif. |
| ---- | ---------------------------- | ---- | -- | -- | -- | -- | -- | -- | ---- |
| 1.º  | Sp. Colonia Tirolesa         | 13   | 6  | 4  | 1  | 1  | 15 | 9  | 6    |
| 2.º  | Sp. Unión S. Rummy           | 13   | 6  | 4  | 1  | 1  | 25 | 8  | 17   |
| 3.º  | Qchos. Verdes (Río Ceballos) | 7    | 6  | 2  | 1  | 3  | 11 | 13 | −2   |
| 4.º  | Leones (Saldán)              | 1    | 6  | 0  | 1  | 5  | 6  | 27 | −21  |

|  | Clasifica a octavos de final. |

#### Resultados
| Fecha 1                      | Fecha 1   | Fecha 1               | Fecha 1                   | Fecha 1 | Fecha 1     |
| Local                        | Resultado | Visita                | Estadio                   | Hora    | Fecha       |
| ---------------------------- | --------- | --------------------- | ------------------------- | ------- | ----------- |
| Qchos. Verdes (Río Ceballos) | 3 - 2     | Sp. Colonia Tirolesa  | Municipal de Río Ceballos | 17:30   | 21 de enero |
| Leones (Saldán)              | 1 - 4     | Sp. Unión Serr. Rummy | Leones (Saldán)           | 17:30   | 21 de enero |

| Fecha 2               | Fecha 2   | Fecha 2                      | Fecha 2                 | Fecha 2 | Fecha 2     |
| Local                 | Resultado | Visita                       | Estadio                 | Hora    | Fecha       |
| --------------------- | --------- | ---------------------------- | ----------------------- | ------- | ----------- |
| Sp. Unión Serr. Rummy | 2 - 1     | Qchos. Verdes (Río Ceballos) | Oscar Isidoro Castañare | 17:30   | 28 de enero |
| Sp. Colonia Tirolesa  | 3 - 1     | Leones (Saldán)              | Sp. Colonia Tirolesa    | 19:00   | 28 de enero |

| Fecha 3                      | Fecha 3   | Fecha 3              | Fecha 3                   | Fecha 3 | Fecha 3      |
| Local                        | Resultado | Visita               | Estadio                   | Hora    | Fecha        |
| ---------------------------- | --------- | -------------------- | ------------------------- | ------- | ------------ |
| Qchos. Verdes (Río Ceballos) | 3 - 2     | Leones (Saldán)      | Municipal de Río Ceballos | 18:00   | 4 de febrero |
| Sp. Unión Serr. Rummy        | 3 - 4     | Sp. Colonia Tirolesa | Oscar Isidoro Castañare   | 18:00   | 4 de febrero |

| Fecha 4              | Fecha 4   | Fecha 4                      | Fecha 4               | Fecha 4 | Fecha 4       |
| Local                | Resultado | Visita                       | Estadio               | Hora    | Fecha         |
| -------------------- | --------- | ---------------------------- | --------------------- | ------- | ------------- |
| Leones (Saldán)      | 1 - 1     | Qchos. Verdes (Río Ceballos) | Club Dep. San Nicolás | 21:00   | 14 de febrero |
| Sp. Colonia Tirolesa | 0 - 0     | Sp. Unión Serr. Rummy        | Sp. Colonia Tirolesa  | 18:00   | 11 de febrero |

| Fecha 5                      | Fecha 5   | Fecha 5               | Fecha 5                   | Fecha 5 | Fecha 5       |
| Local                        | Resultado | Visita                | Estadio                   | Hora    | Fecha         |
| ---------------------------- | --------- | --------------------- | ------------------------- | ------- | ------------- |
| Qchos. Verdes (Río Ceballos) | 1 - 3     | Sp. Unión Serr. Rummy | Municipal de Río Ceballos | 17:30   | 18 de febrero |
| Leones (Saldán)              | 0 - 3     | Sp. Colonia Tirolesa  | Leones (Saldán)           | 18:00   | 18 de febrero |

| Fecha 6               | Fecha 6   | Fecha 6                      | Fecha 6                 | Fecha 6 | Fecha 6       |
| Local                 | Resultado | Visita                       | Estadio                 | Hora    | Fecha         |
| --------------------- | --------- | ---------------------------- | ----------------------- | ------- | ------------- |
| Sp. Colonia Tirolesa  | 3 - 2     | Qchos. Verdes (Río Ceballos) | Sp. Colonia Tirolesa    | 18:00   | 24 de febrero |
| Sp. Unión Serr. Rummy | 13 - 1    | Leones (Saldán)              | Oscar Isidoro Castañare | 18:00   | 24 de febrero |

### Zona 10

#### Tabla de posiciones
| Pos. | Equipo                          | Pts. | PJ | PG | PE | PP | GF | GC | Dif. |
| ---- | ------------------------------- | ---- | -- | -- | -- | -- | -- | -- | ---- |
| 1.º  | Comercio (Villa Dolores)        | 13   | 6  | 4  | 1  | 1  | 14 | 3  | 11   |
| 2.º  | Sarmiento (Villa Sarmiento)     | 11   | 6  | 3  | 2  | 1  | 11 | 5  | 6    |
| 3.º  | Def. del Oeste (Villa Dolores)  | 8    | 6  | 2  | 2  | 2  | 7  | 8  | −1   |
| 4.º  | San Brochero FC (Villa Dolores) | 1    | 6  | 0  | 1  | 5  | 3  | 19 | −16  |

|  | Clasifica a octavos de final. |

#### Resultados
| Fecha 1                         | Fecha 1   | Fecha 1                     | Fecha 1                      | Fecha 1 | Fecha 1     |
| Local                           | Resultado | Visita                      | Estadio                      | Hora    | Fecha       |
| ------------------------------- | --------- | --------------------------- | ---------------------------- | ------- | ----------- |
| Def. del Oeste (Villa Dolores)  | 1 - 1     | Sarmiento (Villa Sarmiento) | La Boutique de Villa Dolores | 18:30   | 21 de enero |
| San Brochero FC (Villa Dolores) | 1 - 5     | Comercio (Villa Dolores)    | Comercio (Villa Dolores)     | 18:30   | 21 de enero |

| Fecha 2                     | Fecha 2   | Fecha 2                         | Fecha 2                     | Fecha 2 | Fecha 2     |
| Local                       | Resultado | Visita                          | Estadio                     | Hora    | Fecha       |
| --------------------------- | --------- | ------------------------------- | --------------------------- | ------- | ----------- |
| Comercio (Villa Dolores)    | 2 - 0     | Def. del Oeste (Villa Dolores)  | Comercio (Villa Dolores)    | 20:00   | 28 de enero |
| Sarmiento (Villa Sarmiento) | 2 - 2     | San Brochero FC (Villa Dolores) | Sarmiento (Villa Sarmiento) | 18:00   | 28 de enero |

| Fecha 3                        | Fecha 3   | Fecha 3                         | Fecha 3                      | Fecha 3 | Fecha 3      |
| Local                          | Resultado | Visita                          | Estadio                      | Hora    | Fecha        |
| ------------------------------ | --------- | ------------------------------- | ---------------------------- | ------- | ------------ |
| Def. del Oeste (Villa Dolores) | 1 - 0     | San Brochero FC (Villa Dolores) | La Boutique de Villa Dolores | 18:00   | 4 de febrero |
| Comercio (Villa Dolores)       | 1 - 0     | Sarmiento (Villa Sarmiento)     | Comercio (Villa Dolores)     | 20:00   | 4 de febrero |

| Fecha 4                         | Fecha 4   | Fecha 4                        | Fecha 4                     | Fecha 4 | Fecha 4       |
| Local                           | Resultado | Visita                         | Estadio                     | Hora    | Fecha         |
| ------------------------------- | --------- | ------------------------------ | --------------------------- | ------- | ------------- |
| San Brochero FC (Villa Dolores) | 0 - 3     | Def. del Oeste (Villa Dolores) | Comercio (Villa Dolores)    | 20:00   | 11 de febrero |
| Sarmiento (Villa Sarmiento)     | 1 - 0     | Comercio (Villa Dolores)       | Sarmiento (Villa Sarmiento) | 18:00   | 11 de febrero |

| Fecha 5                         | Fecha 5   | Fecha 5                     | Fecha 5                      | Fecha 5 | Fecha 5       |
| Local                           | Resultado | Visita                      | Estadio                      | Hora    | Fecha         |
| ------------------------------- | --------- | --------------------------- | ---------------------------- | ------- | ------------- |
| Def. del Oeste (Villa Dolores)  | 1 - 1     | Comercio (Villa Dolores)    | La Boutique de Villa Dolores | 19:30   | 18 de febrero |
| San Brochero FC (Villa Dolores) | 0 - 3     | Sarmiento (Villa Sarmiento) | Comercio (Villa Dolores)     | 20:00   | 18 de febrero |

| Fecha 6                     | Fecha 6   | Fecha 6                         | Fecha 6                     | Fecha 6 | Fecha 6       |
| Local                       | Resultado | Visita                          | Estadio                     | Hora    | Fecha         |
| --------------------------- | --------- | ------------------------------- | --------------------------- | ------- | ------------- |
| Sarmiento (Villa Sarmiento) | 4 - 1     | Def. del Oeste (Villa Dolores)  | Sarmiento (Villa Sarmiento) | 18:00   | 24 de febrero |
| Comercio (Villa Dolores)    | 5 - 0     | San Brochero FC (Villa Dolores) | Comercio (Villa Dolores)    | 18:00   | 24 de febrero |

### Tabla general de primeros
| Pos. | Equipo                           | Pts. | PJ | PG | PE | PP | GF | GC | Dif. |
| ---- | -------------------------------- | ---- | -- | -- | -- | -- | -- | -- | ---- |
| 1.º  | Central Argentino (La Carlota)   | 18   | 6  | 6  | 0  | 0  | 9  | 0  | 9    |
| 2.º  | Recreativo Estrellas FC (Jovita) | 15   | 6  | 5  | 0  | 1  | 11 | 4  | 7    |
| 3.º  | Dep. y Cult. La Francia          | 14   | 6  | 4  | 2  | 0  | 14 | 3  | 11   |
| 4.º  | Newell’s (Laguna Larga)          | 14   | 6  | 4  | 2  | 0  | 12 | 4  | 8    |
| 5.º  | 9 de Julio Olímpico (Freyre)     | 14   | 6  | 4  | 2  | 0  | 10 | 3  | 7    |
| 6.º  | Bochas SC (Colonia Caroya)       | 14   | 6  | 4  | 2  | 0  | 8  | 4  | 4    |
| 7.º  | Comercio (Villa Dolores)         | 13   | 6  | 4  | 1  | 1  | 14 | 3  | 11   |
| 8.º  | Matienzo (Monte Buey)            | 13   | 6  | 4  | 1  | 1  | 13 | 6  | 7    |
| 9.º  | Sp. Colonia Tirolesa             | 13   | 6  | 4  | 1  | 1  | 15 | 9  | 6    |
| 10.º | Barrio Quirno (Del Campillo)     | 12   | 6  | 4  | 0  | 2  | 13 | 10 | 3    |
| 11.º | Canalense (Canals)               | 10   | 6  | 3  | 1  | 2  | 10 | 7  | 3    |
| 12.º | ADEA (El Arañado)                | 10   | 6  | 3  | 1  | 2  | 9  | 8  | 1    |

|  | Clasifican a octavos. |

### Tabla general de segundos clasificados
| Pos. | Equipo                          | Pts. | PJ | PG | PE | PP | GF | GC | Dif. |
| ---- | ------------------------------- | ---- | -- | -- | -- | -- | -- | -- | ---- |
| 1.º  | Sp. Unión S. Rummy              | 13   | 6  | 4  | 1  | 1  | 25 | 8  | 17   |
| 2.º  | Juventud Católica (Río Segundo) | 12   | 6  | 3  | 3  | 0  | 11 | 5  | 6    |
| 3.º  | Sarmiento (Villa Sarmiento)     | 11   | 6  | 3  | 2  | 1  | 11 | 5  | 6    |
| 4.º  | Dep. y Cult. Colazo             | 11   | 6  | 3  | 2  | 1  | 8  | 6  | 2    |
| 5.º  | Argentino (Bell Ville)          | 10   | 6  | 3  | 1  | 2  | 11 | 8  | 3    |
| 6.º  | Atl. Guatimozín                 | 10   | 6  | 3  | 1  | 2  | 8  | 8  | 0    |
| 7.º  | Sp. Sacanta                     | 9    | 6  | 3  | 0  | 3  | 9  | 11 | −2   |
| 8.º  | Libertad (Canals)               | 8    | 6  | 2  | 2  | 2  | 13 | 9  | 4    |

|  | Clasifican a pre-octavos. |

## Cuadro de desarrollo
|  | Pre-octavos | Pre-octavos                     | Pre-octavos                  |                                  |    | Octavos de final                | Octavos de final | Octavos de final | Octavos de final | Octavos de final         |   |   | Cuartos de final | Cuartos de final | Cuartos de final | Cuartos de final | Cuartos de final   |   |   | Semifinales | Semifinales | Semifinales | Semifinales | Semifinales           |   |   | Final | Final | Final | Final | Final |  |
|  | 2024        | 2024                            | 2024                         |                                  |    | 2024                            | 2024             | 2024             | 2024             | 2024                     |   |   | 2024             | 2024             | 2024             | 2024             | 2024               |   |   | 2024        | 2024        | 2024        | 2024        | 2024                  |   |   | 2024  | 2024  | 2024  | 2024  | 2024  |  |
|  |             |                                 |                              |                                  |    |                                 |                  |                  |                  |                          |   |   |                  |                  |                  |                  |                    |   |   |             |             |             |             |                       |   |   |       |       |       |       |       |  |
|  |             |                                 |                              |                                  |    |                                 |                  |                  |                  |                          |   |   |                  |                  |                  |                  |                    |   |   |             |             |             |             |                       |   |   |       |       |       |       |       |  |
|  | 7           | Sp. Sacanta                     | 3                            |                                  |    |                                 |                  |                  |                  |                          |   |   |                  |                  |                  |                  |                    |   |   |             |             |             |             |                       |   |   |       |       |       |       |       |  |
|  | 7           | Sp. Sacanta                     | 3                            |                                  |    |                                 |                  |                  |                  |                          |   |   |                  |                  |                  |                  |                    |   |   |             |             |             |             |                       |   |   |       |       |       |       |       |  |
|  | 2           | Juventud Católica (Río Segundo) | 4                            |                                  |    |                                 |                  |                  |                  |                          |   |   |                  |                  |                  |                  |                    |   |   |             |             |             |             |                       |   |   |       |       |       |       |       |  |
|  | 2           | Juventud Católica (Río Segundo) | 4                            |                                  | 13 | Juventud Católica (Río Segundo) | 1                | 0                | 1                |                          |   |   |                  |                  |                  |                  |                    |   |   |             |             |             |             |                       |   |   |       |       |       |       |       |  |
|  |             |                                 |                              |                                  | 13 | Juventud Católica (Río Segundo) | 1                | 0                | 1                |                          |   |   |                  |                  |                  |                  |                    |   |   |             |             |             |             |                       |   |   |       |       |       |       |       |  |
|  |             |                                 | 4                            | Newell’s (Laguna Larga)          | 4  | 0                               | 4                |                  |                  |                          |   |   |                  |                  |                  |                  |                    |   |   |             |             |             |             |                       |   |   |       |       |       |       |       |  |
|  |             |                                 | 4                            | Newell’s (Laguna Larga)          | 4  | 0                               | 4                |                  |                  |                          |   |   |                  |                  |                  |                  |                    |   |   |             |             |             |             |                       |   |   |       |       |       |       |       |  |
|  |             |                                 |                              |                                  |    |                                 |                  |                  |                  |                          |   |   |                  |                  |                  |                  |                    |   |   |             |             |             |             |                       |   |   |       |       |       |       |       |  |
|  |             |                                 |                              |                                  |    |                                 |                  |                  |                  |                          |   |   |                  |                  |                  |                  |                    |   |   |             |             |             |             |                       |   |   |       |       |       |       |       |  |
|  |             |                                 |                              |                                  |    |                                 |                  |                  | 7                | Comercio (Villa Dolores) | 0 | 0 | 0                |                  |                  |                  |                    |   |   |             |             |             |             |                       |   |   |       |       |       |       |       |  |
|  |             |                                 |                              |                                  |    |                                 |                  |                  |                  |                          | 0 | 0 | 0                |                  |                  |                  |                    |   |   |             |             |             |             |                       |   |   |       |       |       |       |       |  |
|  |             |                                 | 4                            | Newell’s (Laguna Larga)          | 1  | 1                               | 2                |                  |                  |                          |   |   |                  |                  |                  |                  |                    |   |   |             |             |             |             |                       |   |   |       |       |       |       |       |  |
|  |             |                                 | 4                            | Newell’s (Laguna Larga)          | 1  | 1                               | 2                |                  |                  |                          |   |   |                  |                  |                  |                  |                    |   |   |             |             |             |             |                       |   |   |       |       |       |       |       |  |
|  |             |                                 |                              |                                  |    |                                 |                  |                  |                  |                          |   |   |                  |                  |                  |                  |                    |   |   |             |             |             |             |                       |   |   |       |       |       |       |       |  |
|  |             |                                 |                              |                                  |    |                                 |                  |                  |                  |                          |   |   |                  |                  |                  |                  |                    |   |   |             |             |             |             |                       |   |   |       |       |       |       |       |  |
|  |             | 10                              | Barrio Quirno (Del Campillo) | 2                                | 0  | 2(3)                            |                  |                  |                  |                          |   |   |                  |                  |                  |                  |                    |   |   |             |             |             |             |                       |   |   |       |       |       |       |       |  |
|  |             |                                 |                              | 2                                | 0  | 2(3)                            |                  |                  |                  |                          |   |   |                  |                  |                  |                  |                    |   |   |             |             |             |             |                       |   |   |       |       |       |       |       |  |
|  |             |                                 | 7                            | Comercio (Villa Dolores)         | 1  | 1                               | 2(5)             |                  |                  |                          |   |   |                  |                  |                  |                  |                    |   |   |             |             |             |             |                       |   |   |       |       |       |       |       |  |
|  |             |                                 | 7                            | Comercio (Villa Dolores)         | 1  | 1                               | 2(5)             |                  |                  |                          |   |   |                  |                  |                  |                  |                    |   |   |             |             |             |             |                       |   |   |       |       |       |       |       |  |
|  |             |                                 |                              |                                  |    |                                 |                  |                  |                  |                          |   |   |                  |                  |                  |                  |                    |   |   |             |             |             |             |                       |   |   |       |       |       |       |       |  |
|  |             |                                 |                              |                                  |    |                                 |                  |                  |                  |                          |   |   |                  |                  |                  |                  |                    |   |   |             |             |             |             |                       |   |   |       |       |       |       |       |  |
|  |             |                                 |                              |                                  |    |                                 |                  |                  |                  |                          |   |   |                  |                  |                  | 12               | ADEA (El Arañado)  | 1 | 1 | 2(3)        |             |             |             |                       |   |   |       |       |       |       |       |  |
|  |             |                                 |                              |                                  |    |                                 |                  |                  |                  |                          |   |   |                  |                  |                  |                  |                    | 1 | 1 | 2(3)        |             |             |             |                       |   |   |       |       |       |       |       |  |
|  |             |                                 | 4                            | Newell’s (Laguna Larga)          | 1  | 1                               | 2(4)             |                  |                  |                          |   |   |                  |                  |                  |                  |                    |   |   |             |             |             |             |                       |   |   |       |       |       |       |       |  |
|  | 5           | Argentino (Bell Ville)          | 4                            | Newell’s (Laguna Larga)          | 1  | 1                               | 2(4)             | 1                |                  |                          |   |   |                  |                  |                  |                  |                    |   |   |             |             |             |             |                       |   |   |       |       |       |       |       |  |
|  | 5           | Argentino (Bell Ville)          |                              |                                  |    |                                 |                  |                  |                  |                          |   |   |                  |                  |                  |                  |                    |   |   |             |             |             |             |                       |   |   |       |       |       |       |       |  |
|  | 4           | Dep. y Cult. Colazo             | 3                            |                                  |    |                                 |                  |                  |                  |                          |   |   |                  |                  |                  |                  |                    |   |   |             |             |             |             |                       |   |   |       |       |       |       |       |  |
|  | 4           | Dep. y Cult. Colazo             | 3                            |                                  | 15 | Dep. y Cult. Colazo             | 4                | 0                | 4(5)             |                          |   |   |                  |                  |                  |                  |                    |   |   |             |             |             |             |                       |   |   |       |       |       |       |       |  |
|  |             |                                 |                              |                                  | 15 | Dep. y Cult. Colazo             | 4                | 0                | 4(5)             |                          |   |   |                  |                  |                  |                  |                    |   |   |             |             |             |             |                       |   |   |       |       |       |       |       |  |
|  |             |                                 | 2                            | Recreativo Estrellas FC (Jovita) | 3  | 1                               | 4(4)             |                  |                  |                          |   |   |                  |                  |                  |                  |                    |   |   |             |             |             |             |                       |   |   |       |       |       |       |       |  |
|  |             |                                 | 2                            | Recreativo Estrellas FC (Jovita) | 3  | 1                               | 4(4)             |                  |                  |                          |   |   |                  |                  |                  |                  |                    |   |   |             |             |             |             |                       |   |   |       |       |       |       |       |  |
|  |             |                                 |                              |                                  |    |                                 |                  |                  |                  |                          |   |   |                  |                  |                  |                  |                    |   |   |             |             |             |             |                       |   |   |       |       |       |       |       |  |
|  |             |                                 |                              |                                  |    |                                 |                  |                  |                  |                          |   |   |                  |                  |                  |                  |                    |   |   |             |             |             |             |                       |   |   |       |       |       |       |       |  |
|  |             |                                 |                              |                                  |    |                                 |                  |                  | 15               | Dep. y Cult. Colazo      | 2 | 0 | 2                |                  |                  |                  |                    |   |   |             |             |             |             |                       |   |   |       |       |       |       |       |  |
|  |             |                                 |                              |                                  |    |                                 |                  |                  |                  |                          | 2 | 0 | 2                |                  |                  |                  |                    |   |   |             |             |             |             |                       |   |   |       |       |       |       |       |  |
|  |             |                                 | 12                           | ADEA (El Arañado)                | 3  | 0                               | 3                |                  |                  |                          |   |   |                  |                  |                  |                  |                    |   |   |             |             |             |             |                       |   |   |       |       |       |       |       |  |
|  |             |                                 | 12                           | ADEA (El Arañado)                | 3  | 0                               | 3                |                  |                  |                          |   |   |                  |                  |                  |                  |                    |   |   |             |             |             |             |                       |   |   |       |       |       |       |       |  |
|  |             |                                 |                              |                                  |    |                                 |                  |                  |                  |                          |   |   |                  |                  |                  |                  |                    |   |   |             |             |             |             |                       |   |   |       |       |       |       |       |  |
|  |             |                                 |                              |                                  |    |                                 |                  |                  |                  |                          |   |   |                  |                  |                  |                  |                    |   |   |             |             |             |             |                       |   |   |       |       |       |       |       |  |
|  |             | 12                              | ADEA (El Arañado)            | 1                                | 3  | 4                               |                  |                  |                  |                          |   |   |                  |                  |                  |                  |                    |   |   |             |             |             |             |                       |   |   |       |       |       |       |       |  |
|  |             |                                 |                              | 1                                | 3  | 4                               |                  |                  |                  |                          |   |   |                  |                  |                  |                  |                    |   |   |             |             |             |             |                       |   |   |       |       |       |       |       |  |
|  |             |                                 | 5                            | 9 de Julio Olímpico (Freyre)     | 1  | 1                               | 2                |                  |                  |                          |   |   |                  |                  |                  |                  |                    |   |   |             |             |             |             |                       |   |   |       |       |       |       |       |  |
|  |             |                                 | 5                            | 9 de Julio Olímpico (Freyre)     | 1  | 1                               | 2                |                  |                  |                          |   |   |                  |                  |                  |                  |                    |   |   |             |             |             |             |                       |   |   |       |       |       |       |       |  |
|  |             |                                 |                              |                                  |    |                                 |                  |                  |                  |                          |   |   |                  |                  |                  |                  |                    |   |   |             |             |             |             |                       |   |   |       |       |       |       |       |  |
|  |             |                                 |                              |                                  |    |                                 |                  |                  |                  |                          |   |   |                  |                  |                  |                  |                    |   |   |             |             |             |             |                       |   |   |       |       |       |       |       |  |
|  |             |                                 |                              |                                  |    |                                 |                  |                  |                  |                          |   |   |                  |                  |                  |                  |                    |   |   |             |             |             | 8           | Matienzo (Monte Buey) | 2 | 0 | 2     |       |       |       |       |  |
|  |             |                                 |                              |                                  |    |                                 |                  |                  |                  |                          |   |   |                  |                  |                  |                  |                    |   |   |             |             |             |             |                       | 2 | 0 | 2     |       |       |       |       |  |
|  |             |                                 | 4                            | Newell’s (Laguna Larga)          | 1  | 0                               | 1                |                  |                  |                          |   |   |                  |                  |                  |                  |                    |   |   |             |             |             |             |                       |   |   |       |       |       |       |       |  |
|  | 8           | Libertad (Canals)               | 4                            | Newell’s (Laguna Larga)          | 1  | 0                               | 1                | 0(3)             |                  |                          |   |   |                  |                  |                  |                  |                    |   |   |             |             |             |             |                       |   |   |       |       |       |       |       |  |
|  | 8           | Libertad (Canals)               |                              |                                  |    |                                 |                  |                  |                  |                          |   |   |                  |                  |                  |                  |                    |   |   |             |             |             |             |                       |   |   |       |       |       |       |       |  |
|  | 1           | Sp. Unión S. Rummy              | 0(1)                         |                                  |    |                                 |                  |                  |                  |                          |   |   |                  |                  |                  |                  |                    |   |   |             |             |             |             |                       |   |   |       |       |       |       |       |  |
|  | 1           | Sp. Unión S. Rummy              | 0(1)                         |                                  | 16 | Libertad (Canals)               | 0                | 1                | 1                |                          |   |   |                  |                  |                  |                  |                    |   |   |             |             |             |             |                       |   |   |       |       |       |       |       |  |
|  |             |                                 |                              |                                  | 16 | Libertad (Canals)               | 0                | 1                | 1                |                          |   |   |                  |                  |                  |                  |                    |   |   |             |             |             |             |                       |   |   |       |       |       |       |       |  |
|  |             |                                 | 1                            | Central Argentino (La Carlota)   | 1  | 1                               | 2                |                  |                  |                          |   |   |                  |                  |                  |                  |                    |   |   |             |             |             |             |                       |   |   |       |       |       |       |       |  |
|  |             |                                 | 1                            | Central Argentino (La Carlota)   | 1  | 1                               | 2                |                  |                  |                          |   |   |                  |                  |                  |                  |                    |   |   |             |             |             |             |                       |   |   |       |       |       |       |       |  |
|  |             |                                 |                              |                                  |    |                                 |                  |                  |                  |                          |   |   |                  |                  |                  |                  |                    |   |   |             |             |             |             |                       |   |   |       |       |       |       |       |  |
|  |             |                                 |                              |                                  |    |                                 |                  |                  |                  |                          |   |   |                  |                  |                  |                  |                    |   |   |             |             |             |             |                       |   |   |       |       |       |       |       |  |
|  |             |                                 |                              |                                  |    |                                 |                  |                  | 11               | Canalense (Canals)       | 3 | 0 | 3(5)             |                  |                  |                  |                    |   |   |             |             |             |             |                       |   |   |       |       |       |       |       |  |
|  |             |                                 |                              |                                  |    |                                 |                  |                  |                  |                          | 3 | 0 | 3(5)             |                  |                  |                  |                    |   |   |             |             |             |             |                       |   |   |       |       |       |       |       |  |
|  |             |                                 | 1                            | Central Argentino (La Carlota)   | 0  | 3                               | 3(4)             |                  |                  |                          |   |   |                  |                  |                  |                  |                    |   |   |             |             |             |             |                       |   |   |       |       |       |       |       |  |
|  |             |                                 | 1                            | Central Argentino (La Carlota)   | 0  | 3                               | 3(4)             |                  |                  |                          |   |   |                  |                  |                  |                  |                    |   |   |             |             |             |             |                       |   |   |       |       |       |       |       |  |
|  |             |                                 |                              |                                  |    |                                 |                  |                  |                  |                          |   |   |                  |                  |                  |                  |                    |   |   |             |             |             |             |                       |   |   |       |       |       |       |       |  |
|  |             |                                 |                              |                                  |    |                                 |                  |                  |                  |                          |   |   |                  |                  |                  |                  |                    |   |   |             |             |             |             |                       |   |   |       |       |       |       |       |  |
|  |             | 11                              | Canalense (Canals)           | 4                                | 1  | 5                               |                  |                  |                  |                          |   |   |                  |                  |                  |                  |                    |   |   |             |             |             |             |                       |   |   |       |       |       |       |       |  |
|  |             |                                 |                              | 4                                | 1  | 5                               |                  |                  |                  |                          |   |   |                  |                  |                  |                  |                    |   |   |             |             |             |             |                       |   |   |       |       |       |       |       |  |
|  |             |                                 | 6                            | Bochas SC (Colonia Caroya)       | 0  | 3                               | 3                |                  |                  |                          |   |   |                  |                  |                  |                  |                    |   |   |             |             |             |             |                       |   |   |       |       |       |       |       |  |
|  |             |                                 | 6                            | Bochas SC (Colonia Caroya)       | 0  | 3                               | 3                |                  |                  |                          |   |   |                  |                  |                  |                  |                    |   |   |             |             |             |             |                       |   |   |       |       |       |       |       |  |
|  |             |                                 |                              |                                  |    |                                 |                  |                  |                  |                          |   |   |                  |                  |                  |                  |                    |   |   |             |             |             |             |                       |   |   |       |       |       |       |       |  |
|  |             |                                 |                              |                                  |    |                                 |                  |                  |                  |                          |   |   |                  |                  |                  |                  |                    |   |   |             |             |             |             |                       |   |   |       |       |       |       |       |  |
|  |             |                                 |                              |                                  |    |                                 |                  |                  |                  |                          |   |   |                  |                  |                  | 11               | Canalense (Canals) | 1 | 0 | 1           |             |             |             |                       |   |   |       |       |       |       |       |  |
|  |             |                                 |                              |                                  |    |                                 |                  |                  |                  |                          |   |   |                  |                  |                  |                  |                    | 1 | 0 | 1           |             |             |             |                       |   |   |       |       |       |       |       |  |
|  |             |                                 | 8                            | Matienzo (Monte Buey)            | 1  | 1                               | 2                |                  |                  |                          |   |   |                  |                  |                  |                  |                    |   |   |             |             |             |             |                       |   |   |       |       |       |       |       |  |
|  | 6           | Atl. Guatimozín                 | 8                            | Matienzo (Monte Buey)            | 1  | 1                               | 2                | 2                |                  |                          |   |   |                  |                  |                  |                  |                    |   |   |             |             |             |             |                       |   |   |       |       |       |       |       |  |
|  | 6           | Atl. Guatimozín                 |                              |                                  |    |                                 |                  |                  |                  |                          |   |   |                  |                  |                  |                  |                    |   |   |             |             |             |             |                       |   |   |       |       |       |       |       |  |
|  | 3           | Sarmiento (Villa Sarmiento)     | 3                            |                                  |    |                                 |                  |                  |                  |                          |   |   |                  |                  |                  |                  |                    |   |   |             |             |             |             |                       |   |   |       |       |       |       |       |  |
|  | 3           | Sarmiento (Villa Sarmiento)     | 3                            |                                  | 14 | Sarmiento (Villa Sarmiento)     | 1                | 2                | 3(3)             |                          |   |   |                  |                  |                  |                  |                    |   |   |             |             |             |             |                       |   |   |       |       |       |       |       |  |
|  |             |                                 |                              |                                  | 14 | Sarmiento (Villa Sarmiento)     | 1                | 2                | 3(3)             |                          |   |   |                  |                  |                  |                  |                    |   |   |             |             |             |             |                       |   |   |       |       |       |       |       |  |
|  |             |                                 | 3                            | Dep. y Cult. La Francia          | 1  | 2                               | 3(4)             |                  |                  |                          |   |   |                  |                  |                  |                  |                    |   |   |             |             |             |             |                       |   |   |       |       |       |       |       |  |
|  |             |                                 | 3                            | Dep. y Cult. La Francia          | 1  | 2                               | 3(4)             |                  |                  |                          |   |   |                  |                  |                  |                  |                    |   |   |             |             |             |             |                       |   |   |       |       |       |       |       |  |
|  |             |                                 |                              |                                  |    |                                 |                  |                  |                  |                          |   |   |                  |                  |                  |                  |                    |   |   |             |             |             |             |                       |   |   |       |       |       |       |       |  |
|  |             |                                 |                              |                                  |    |                                 |                  |                  |                  |                          |   |   |                  |                  |                  |                  |                    |   |   |             |             |             |             |                       |   |   |       |       |       |       |       |  |
|  |             |                                 |                              |                                  |    |                                 |                  |                  | 8                | Matienzo (Monte Buey)    | 1 | 0 | 1                |                  |                  |                  |                    |   |   |             |             |             |             |                       |   |   |       |       |       |       |       |  |
|  |             |                                 |                              |                                  |    |                                 |                  |                  |                  |                          | 1 | 0 | 1                |                  |                  |                  |                    |   |   |             |             |             |             |                       |   |   |       |       |       |       |       |  |
|  |             |                                 | 3                            | Dep. y Cult. La Francia          | 0  | 0                               | 0                |                  |                  |                          |   |   |                  |                  |                  |                  |                    |   |   |             |             |             |             |                       |   |   |       |       |       |       |       |  |
|  |             |                                 | 3                            | Dep. y Cult. La Francia          | 0  | 0                               | 0                |                  |                  |                          |   |   |                  |                  |                  |                  |                    |   |   |             |             |             |             |                       |   |   |       |       |       |       |       |  |
|  |             |                                 |                              |                                  |    |                                 |                  |                  |                  |                          |   |   |                  |                  |                  |                  |                    |   |   |             |             |             |             |                       |   |   |       |       |       |       |       |  |
|  |             |                                 |                              |                                  |    |                                 |                  |                  |                  |                          |   |   |                  |                  |                  |                  |                    |   |   |             |             |             |             |                       |   |   |       |       |       |       |       |  |
|  |             | 9                               | Sp. Colonia Tirolesa         | 1                                | 1  | 2                               |                  |                  |                  |                          |   |   |                  |                  |                  |                  |                    |   |   |             |             |             |             |                       |   |   |       |       |       |       |       |  |
|  |             |                                 |                              | 1                                | 1  | 2                               |                  |                  |                  |                          |   |   |                  |                  |                  |                  |                    |   |   |             |             |             |             |                       |   |   |       |       |       |       |       |  |
|  |             |                                 | 8                            | Matienzo (Monte Buey)            | 3  | 2                               | 5                |                  |                  |                          |   |   |                  |                  |                  |                  |                    |   |   |             |             |             |             |                       |   |   |       |       |       |       |       |  |
|  |             |                                 | 8                            | Matienzo (Monte Buey)            | 3  | 2                               | 5                |                  |                  |                          |   |   |                  |                  |                  |                  |                    |   |   |             |             |             |             |                       |   |   |       |       |       |       |       |  |
|  |             |                                 |                              |                                  |    |                                 |                  |                  |                  |                          |   |   |                  |                  |                  |                  |                    |   |   |             |             |             |             |                       |   |   |       |       |       |       |       |  |
|  |             |                                 |                              |                                  |    |                                 |                  |                  |                  |                          |   |   |                  |                  |                  |                  |                    |   |   |             |             |             |             |                       |   |   |       |       |       |       |       |  |
|  |             |                                 |                              |                                  |    |                                 |                  |                  |                  |                          |   |   |                  |                  |                  |                  |                    |   |   |             |             |             |             |                       |   |   |       |       |       |       |       |  |
|  |             |                                 |                              |                                  |    |                                 |                  |                  |                  |                          |   |   |                  |                  |                  |                  |                    |   |   |             |             |             |             |                       |   |   |       |       |       |       |       |  |

- Nota: En cada llave, el equipo que ocupa la segunda línea es el que define la serie como local.

## Fase eliminatoria
A partir de aquí los equipos se enfrentan por eliminación directa a un partido para los pre-octavos y doble partido desde octavos de final en adelante, uno en cada sede. En todas las rondas, en caso de empate al cabo de la serie, se ejecutan tiros desde el punto penal.
Desde esta instancia, el equipo que ostente menor número de orden que su rival de turno ejercerá la localía en el partido de vuelta.

### Pre-Octavos
8 mejores segundos de todas las zonas.
| Partido único                   | Partido único | Partido único          | Partido único                   | Partido único |
| Local                           | Resultado     | Visita                 | Estadio                         | Fecha         |
| ------------------------------- | ------------- | ---------------------- | ------------------------------- | ------------- |
| Sp. Unión S. Rummy              | 0(1) - 0(3)   | Libertad (Canals)      | 25 de Mayo (La Cumbre)          | 3 de marzo    |
| Juventud Católica (Río Segundo) | 4 - 3         | Sp. Sacanta            | Juventud Católica (Río Segundo) | 1 de marzo    |
| Sarmiento (Villa Sarmiento)     | 3 - 2         | Atl. Guatimozín        | Sarmiento (Villa Sarmiento)     | 3 de marzo    |
| Dep. y Cult. Colazo             | 3 - 1         | Argentino (Bell Ville) | Dep. y Cult. Colazo             | 3 de marzo    |

|  | Clasificado a octavos de final. |

### Octavos de final
12 clasificados de la fase de grupos, los primeros mas los 4 ganadores de la ronda anterior.
| Llave | Local - Vuelta                   | Global      | Local - Ida                     |
| ----- | -------------------------------- | ----------- | ------------------------------- |
| O1    | Newell’s (Laguna Larga)          | 4 - 1       | Juventud Católica (Río Segundo) |
| O2    | Comercio (Villa Dolores)         | 2(5) - 2(3) | Barrio Quirno (Del Campillo)    |
| O3    | Recreativo Estrellas FC (Jovita) | 4(4) - 4(5) | Dep. y Cult. Colazo             |
| O4    | 9 de Julio Olímpico (Freyre)     | 2 - 4       | ADEA (El Arañado)               |
| O5    | Central Argentino (La Carlota)   | 2 - 1       | Libertad (Canals)               |
| O6    | Bochas SC (Colonia Caroya)       | 3 - 5       | Canalense (Canals)              |
| O7    | Dep. y Cult. La Francia          | 3(4) - 3(3) | Sarmiento (Villa Sarmiento)     |
| O8    | Matienzo (Monte Buey)            | 5 - 2       | Sp. Colonia Tirolesa            |

|  | Clasificado a cuartos de final. |

| Partidos de ida                 | Partidos de ida | Partidos de ida                  | Partidos de ida             | Partidos de ida |
| Local                           | Resultado       | Visita                           | Estadio                     | Fecha           |
| ------------------------------- | --------------- | -------------------------------- | --------------------------- | --------------- |
| Juventud Católica (Río Segundo) | 1 - 4           | Newell’s (Laguna Larga)          | La Lomita                   | 10 de marzo     |
| Barrio Quirno (Del Campillo)    | 2 - 1           | Comercio (Villa Dolores)         | La Fortaleza                | 10 de marzo     |
| Dep. y Cult. Colazo             | 4 - 3           | Recreativo Estrellas FC (Jovita) | Osvaldo ''Negro'' Richiero  | 10 de marzo     |
| ADEA (El Arañado)               | 1 - 1           | 9 de Julio Olímpico (Freyre)     | ADEA (El Arañado)           | 3 de marzo      |
| Libertad (Canals)               | 0 - 1           | Central Argentino (La Carlota)   | Osvaldo ''Balero'' Quevedo  | 10 de marzo     |
| Canalense (Canals)              | 4 - 0           | Bochas SC (Colonia Caroya)       | Miguel ''Pollo'' Andrade    | 9 de marzo      |
| Sarmiento (Villa Sarmiento)     | 1 - 1           | Dep. y Cult. La Francia          | Sarmiento (Villa Sarmiento) | 10 de marzo     |
| Sp. Colonia Tirolesa            | 1 - 3           | Matienzo (Monte Buey)            | Sp. Colonia Tirolesa        | 9 de marzo      |

| Partidos de vuelta               | Partidos de vuelta | Partidos de vuelta              | Partidos de vuelta       | Partidos de vuelta |
| Local                            | Resultado          | Visita                          | Estadio                  | Fecha              |
| -------------------------------- | ------------------ | ------------------------------- | ------------------------ | ------------------ |
| Newell’s (Laguna Larga)          | 0 - 0              | Juventud Católica (Río Segundo) | Juan Enrique Verdichio   | 17 de marzo        |
| Comercio (Villa Dolores)         | 1(5) - 0(3)        | Barrio Quirno (Del Campillo)    | Comercio (Villa Dolores) | 17 de marzo        |
| Recreativo Estrellas FC (Jovita) | 1(4) - 0(5)        | Dep. y Cult. Colazo             | Pedro Picco              | 17 de marzo        |
| 9 de Julio Olímpico (Freyre)     | 1 - 3              | ADEA (El Arañado)               | Bicentenario             | 17 de marzo        |
| Central Argentino (La Carlota)   | 1 - 1              | Libertad (Canals)               | Ciudad de La Carlota     | 17 de marzo        |
| Bochas SC (Colonia Caroya)       | 3 - 1              | Canalense (Canals)              | Forin Roggio             | 17 de marzo        |
| Dep. y Cult. La Francia          | 2(4) - 2(3)        | Sarmiento (Villa Sarmiento)     | Dep. y Cult. La Francia  | 17 de marzo        |
| Matienzo (Monte Buey)            | 2 - 1              | Sp. Colonia Tirolesa            | Héctor Antonio Serra     | 16 de marzo        |

- Nota: En las series a dos partidos el equipo con el menor número de orden es el que define la serie como local.

### Cuartos de final
Los 8 clasificados de los octavos de final.
| Llave | Local - Vuelta                 | Global      | Local - Ida              |
| ----- | ------------------------------ | ----------- | ------------------------ |
| C1    | Newell’s (Laguna Larga)        | 2 - 0       | Comercio (Villa Dolores) |
| C2    | ADEA (El Arañado)              | 3 - 2       | Dep. y Cult. Colazo      |
| C3    | Central Argentino (La Carlota) | 3(4) - 3(5) | Canalense (Canals)       |
| C4    | Dep. y Cult. La Francia        | 0 - 1       | Matienzo (Monte Buey)    |

|  | Clasificado a Semifinales. |

| Partidos de ida          | Partidos de ida | Partidos de ida                | Partidos de ida            | Partidos de ida |
| Local                    | Resultado       | Visita                         | Estadio                    | Fecha           |
| ------------------------ | --------------- | ------------------------------ | -------------------------- | --------------- |
| Comercio (Villa Dolores) | 0 - 1           | Newell’s (Laguna Larga)        | Comercio (Villa Dolores)   | 24 de marzo     |
| Dep. y Cult. Colazo      | 2 - 3           | ADEA (El Arañado)              | Osvaldo ''Negro'' Richiero | 24 de marzo     |
| Canalense (Canals)       | 3 - 0           | Central Argentino (La Carlota) | Miguel ''Pollo'' Andrade   | 24 de marzo     |
| Matienzo (Monte Buey)    | 1 - 0           | Dep. y Cult. La Francia        | Héctor Antonio Serra       | 24 de marzo     |

| Partidos de vuelta             | Partidos de vuelta | Partidos de vuelta       | Partidos de vuelta      | Partidos de vuelta |
| Local                          | Resultado          | Visita                   | Estadio                 | Fecha              |
| ------------------------------ | ------------------ | ------------------------ | ----------------------- | ------------------ |
| Newell’s (Laguna Larga)        | 1 - 0              | Comercio (Villa Dolores) | Juan Enrique Verdichio  | 31 de marzo        |
| ADEA (El Arañado)              | 0 - 0              | Dep. y Cult. Colazo      | ADEA (El Arañado)       | 31 de marzo        |
| Central Argentino (La Carlota) | 3(4) - 0(5)        | Canalense (Canals)       | Ciudad de La Carlota    | 6 de abril         |
| Dep. y Cult. La Francia        | 0 - 0              | Matienzo (Monte Buey)    | Dep. y Cult. La Francia | 31 de marzo        |

### Semifinales
Los 4 clasificados de los cuartos de final.
| Llave | Local - Vuelta          | Global      | Local - Ida        |
| ----- | ----------------------- | ----------- | ------------------ |
| S1    | Newell’s (Laguna Larga) | 2(4) - 2(3) | ADEA (El Arañado)  |
| S2    | Matienzo (Monte Buey)   | 2 - 1       | Canalense (Canals) |

|  | Clasificado a la Final. |

| Partidos de ida    | Partidos de ida | Partidos de ida         | Partidos de ida          | Partidos de ida |
| Local              | Resultado       | Visita                  | Estadio                  | Fecha           |
| ------------------ | --------------- | ----------------------- | ------------------------ | --------------- |
| ADEA (El Arañado)  | 1 - 1           | Newell’s (Laguna Larga) | ADEA (El Arañado)        | 7 de abril      |
| Canalense (Canals) | 1 - 1           | Matienzo (Monte Buey)   | Miguel ''Pollo'' Andrade | 14 de abril     |

| Partidos de vuelta      | Partidos de vuelta | Partidos de vuelta | Partidos de vuelta     | Partidos de vuelta |
| Local                   | Resultado          | Visita             | Estadio                | Fecha              |
| ----------------------- | ------------------ | ------------------ | ---------------------- | ------------------ |
| Newell’s (Laguna Larga) | 1(4) - 1(3)        | ADEA (El Arañado)  | Juan Enrique Verdichio | 21 de abril        |
| Matienzo (Monte Buey)   | 1 - 0              | Canalense (Canals) | Héctor Antonio Serra   | 24 de abril        |

### Final

#### Ida
Los 2 clasificados de las semifinales. El ganador clasifica al Torneo Regional Federal Amateur.
| 28 de abril, 16:00 | Matienzo (Monte Buey)       | 2:1 (1:0) | Newell’s (Laguna Larga) | Héctor Antonio Serra, Monte Buey |                            |
|                    | Olivera 18' · Fernández 69' |           | Zampar 51'              | Árbitro(s): Richard Moyano       | Árbitro(s): Richard Moyano |

#### Vuelta
| 5 de mayo, 16:00 | Newell’s (Laguna Larga) | 0:0 | Matienzo (Monte Buey) | Juan Enrique Verdichio, Laguna Larga |  |
|                  |                         |     |                       | Árbitro(s): Mariano Peñaflor         |  |

|                                                             |
|                                                             |
| Campeón Club Matienzo Mutual Social y Deportivo 3.er título |